# Jake Gosling
Jake Gosling (...) è un produttore discografico, compositore e editore musicale inglese.
È conosciuto per il suo lavoro con artisti come Wiley ed Ed Sheeran, con cui ha prodotto l'album disco di platino +. Jake gestisce il proprio studio (Sticky Studios) nel Surrey insieme alla sua casa editrice The Movement, dove istruisce giovani produttori e talenti con la sua vasta esperienza nel settore musicale. Jake ha fatto anche remix ufficiali per Lady Gaga, Timbaland, Keri Hilson e Nelly Furtado per citarne alcuni, sotto lo pseudonimo di Sketch Iz Dead.

## Biografia
Jake ha iniziato la sua carriera musicale in un college dove ha suonato in numerose band. Oltre ad essere un cantante, è anche un multi-strumentista suonando tastiera, batteria, fisarmonica, organetto e percussioni, mentre ora utilizza tecnologie più recenti.

## Discografia

### Album
| Titolo | Dettagli                                                                                         | Posizione in classifica |
| Titolo | Dettagli                                                                                         | UK                      |
| ------ | ------------------------------------------------------------------------------------------------ | ----------------------- |
| +      | - Data di uscita: 9 settembre 2011 - Etichetta: Atlantic Records - Formato: CD, digital download | 1                       |

### Album in collaborazione
| Titolo                       | Dettagli                                                                                | Posizione in classifica |
| Titolo                       | Dettagli                                                                                | UK                      |
| ---------------------------- | --------------------------------------------------------------------------------------- | ----------------------- |
| No. 5 Collaborations Project | - Data di uscita: 10 gennaio 2011 - Etichetta: autoprodotto - Formato: digital download | 46                      |

### Singoli
| Anno | Singolo                         | Posizione | Posizione | Posizione | Album         |
| Anno | Singolo                         | UK        | IRL       | SCO       | Album         |
| ---- | ------------------------------- | --------- | --------- | --------- | ------------- |
| 2008 | Summertime                      | 45        | -         | -         | See Clear Now |
| 2008 | Cash in My Pocket               | 18        | —         | —         | See Clear Now |
| 2011 | The A Team                      | 3         | 6         | 4         | +             |
| 2011 | "You Need Me, I Don't Need You" | 4         | 19        | 5         | +             |

## Videogiochi
Ha scritto anche tracce per il videogioco di golf Tiger Woods PGA Tour 08 (Businessman); per Need for Speed: Nitro e Grand Theft Auto 4 (Put your Hands On me).